# Периль, Владимир Бенционович
Владимир Бенционович Периль (12 декабря 1930 — 12 августа 2012) — российский актёр театра и кино, заслуженный артист РСФСР.
Родился в Ленинграде, в еврейской семье из Украины. Его отец был преподавателем института, в 1936 он был репрессирован, а 1 ноября 1937 года по решению особой тройки расстрелян. 
Во время блокады Ленинграда Владимир был отправлен в эвакуацию.
Окончил Ленинградский театральный институт (курс Бориса Зона). Играл в Саратовском ТЮЗе, был актёром Куйбышевского драматического театра, который в ту пору возглавлял П. Л. Монастырский.
Владимир Периль переиграл десятки ролей классического русского и зарубежного репертуара: «Отелло» и «Ричард III» Шекспира, «Доходное место» А. Н. Островского, «Три сестры» А. П. Чехова и многие другие.
Большую часть своей жизни работал в Ленконцерте. Проживал в небольшой квартире на улице Жуковского, в которой впоследствии его сын Борис часто проводил квартирники, где выступали такие участники ленинградского рок-клуба, как группа «Кино», «Аквариум», Александр Башлачев и многие другие.
Владимир Периль был участником движения самиздата, дружил с известными поэтами советской эпохи, такими как Евгений Евтушенко, Иосиф Бродский и многими другими. На протяжении всей жизни дружил с поэтом Борисом Тайгиным. 
Снимался в сериалах «Улицы разбитых фонарей», «Тайны следствия», «Империя под ударом», «Бандитский Петербург-2», «Брежнев».
Отец — Бенцион Аронович Периль, уроженец села Белиловка в Житомирской области. Двоюродный брат — Кудинский, Арнольд Пейсахович
Сын — Борис Периль Внук — Михаил Периль.